# غلادنباخ
غلدنباخ (بالألمانية: Gladenbach) هي بلدة، مدينة و بلدة ألمانية تقع في ألمانيا في Marburg-Biedenkopf. يقدر عدد سكانها بـ 12,447 نسمة .